# Bank Spółdzielczy w Dobczycach
Bank Spółdzielczy w Dobczycach – bank spółdzielczy z siedzibą w Dobczycach, powiecie myślenickim, województwie małopolskim, w Polsce. Bank zrzeszony jest w Grupie Banku Polskiej Spółdzielczości S.A.

## Historia
2 lutego 1907 założono Spółkę Oszczędności i Pożyczek w Dobczycach. Inicjatorami jej powołania byli ks. Władysław Kwiczała oraz jej późniejszy długoletni dyrektor ks. Wojciech Górny. Miejscowi księża zasiadali w różnym charakterze we władzach spółdzielni do lat 50. XX w. Przed II wojną światową zmieniono nazwę na Kasa Spółdzielcza w Dobczycach, a w okresie PRL-u na Bank Spółdzielczy w Dobczycach.
W 1994 bank zrzeszył się w Gospodarczym Banku Południowo-Zachodnim we Wrocławiu, a w 2002 w Banku Polskiej Spółdzielczości S.A.. W 1995 otworzono oddziały w siedzibach sąsiednich gmin - w Raciechowicach i w Wiśniowej.

## Władze
W skład zarządu banku wchodzą:
- prezes zarządu
- 2 wiceprezesów zarządu.

Czynności nadzoru banku sprawuje 7-osobowa rada nadzorcza.

## Placówki
- centrala w Dobczycach, ul. Kilińskiego 2
- oddziały:
  - Raciechowice
  - Wiśniowa